# 失治之城：掙扎求存的香港
《失治之城：掙扎求存的香港》（英語：A City Mismanaged: Hong Kong's Struggle for Survival）是香港前中央政策組首席顧問顧汝德撰寫的著作，於2018年5月經香港大學出版社出版。天窗出版社在2019年3月推出中文版。

## 背景
作者顧汝德曾在新聞界、學術界、政界任職——他在1962年開始探究香港的房屋問題，之後於1989年至1997年期間於香港中央政策組擔任首席顧問。這樣的經歷使他對於香港政府的運作有親身體驗，了解怎樣尋找香港有關的數據、政府怎樣制定政策，當中所涉及的人士等等。

## 內容
顧汝德在著作中認為香港特別行政區歷任行政長官都欠缺能力，錯判中國大陸及香港前景，在財政上錯誤堅持保守主義。上述因素令香港在執行政策時欠缺資源及人手，但同時表示香港居民在這一情況下也相信公共服務會於將來改善，讚揚他們的政治意識，認為他們會以投票方式讓服務質素得以改善。
他先在著作中分析了香港歷任行政長官選擇性地遵守《中華人民共和國香港特別行政區基本法》的情況。他表示《基本法》本身寫得好，但認為歷任行政長官只看重第107條「香港特別行政區政府的財政預算以量入為出為原則，力求收支平衡，避免赤字」，而忽略《基本法》同樣規定「香港居民有依法享受社會福利的權利」，以及當中對於改善和維持公共服務的要求。
顧汝德也在當中批評香港歷任行政長官的房屋政策，表示他們沒有盡責提供「合理且人們可負擔的」住房。例如董建華雖有心推行八萬五建屋計劃，但在亞洲金融風暴底下讓利給發展商，停建或減建公屋及居屋。下一任行政長官曾蔭權則出售土地儲備予發展商，令政府將來決定加大興建公居屋時難以覓地。與此同時，他對董建華的資源增值計劃表示反對。資源增值計劃的目的是削減公共部門的開支，使之更為私有化。他表示此舉最終令各部門的人手及資源不足，甚有造成人命損失的風險。
他還寫道政府規定的大學學額不足，令符合資格入讀大學的學生被迫就讀副學士學位——他批評副學士學位除了在市場競爭力存疑之外，還指想靠之重回大學的學生可能不能得償所願。同時表示從政府推行德育及國民教育科失敗一事可見，他們對市民的聲音意識不夠，而且欠管治能力。此外亦舉出了一些政府「失治」的例子，像是主權移交後的部長制，指它除了令負任難以歸屬之外，還因為從公務員圈子提拔官員，而令他們欠公共行政及政治經驗。
在中港關係方面，他的態度是北京領導人對於香港的判斷比歷任行政長官準確，而後者經常誤判中國大陸。例如鄧小平雖表示香港應保持獨立地位，但1997年之後的行政長官皆把跟中國大陸在經濟上融合定為其政策目標。之後即使曾有行政長官向溫家寶提議把香港安排在5年計劃之內，但還是基於原則而被拒絕；在簽訂《內地與港澳關於建立更緊密經貿關係的安排》時，董建華曾錯判中國大陸的經濟開放程度。

## 評價
評論者普遍讚揚顧汝德在《失治之城》中的分析。它得到了香港城市大學的葉健民、澳門大學的黎佩芝（Pui Chi Lai，音譯）、秦家驄在期刊上推薦，秦家驄更表示對於希望了解香港的人而言，其仍屬「必讀」。
秦家驄在《香港皇家亞洲學會報》上認同作者在房屋議題上的分析，表示董建華的八萬五建屋計劃若於該時繼續推行，那麼後來香港年輕一代的生活水平將得到提高。葉健民在《中国研究》中同樣讚揚此一方面的分析，認為它「資料翔實，引人入勝」。他還表示這本著作證明了新自由主義的弊端。黎佩芝在《中國信息》上讚揚書籍內容「十分透彻和准确」。
不過他們也指出該著作的缺漏之處。香港嶺南大學的林睿在《中國季刊》中指出作者應描寫更多1997年主權移交之前的情況，像是外判制和公共服務私有化的程度，而免給人「前朝官員罵今朝不是」是出自自我保護心態的印象。而且應提及特區政府是否出現路径依赖的現象。葉健民同樣表示這本書所反映的財政保守主義和商界優先主義在主權移交前便在香港政府中出現，但自己不能從中得知為何「商界優先」在移交後才佔主流，並且浮現弊病。他推測這可能跟行政長官选举委员会和中港經濟融合有關。黎佩芝寫道，作者在提及教育時應加入更多有關市民與政府間的互動描寫，以增加更多趣味。郭恩成在《中國期刊》上表示，作者分析學額時應考慮其他因素，例如大學的財政管理和融資模式。
《南華早報》的彼得·高登（Peter Gordon）撰文表示，顧汝德在著作中對行政長官的批評事實上亦常見於其他地方的領導人，而若「北京領導人對於香港的判斷比歷任行政長官準確」屬實，那麼非建制派就經常找錯對象來批評。全國港澳研究會副會長劉兆佳表示作者不應把政府無能力提升市民福祉「全怪罪在行政長官身上」，而忽略了外部環境挑戰。香港中文大學政治學家馬嶽則指北京政府與商界的緊密關係令香港政府更易於向商界靠攏，致使香港成為「失治之城」。